# Sint-Truidense VV (vrouwen)
Sint-Truidense VV was een Belgische vrouwenvoetbalclub uit Sint-Truiden, die in 2015 werd opgeheven. Deze damesafdeling was onderdeel van voetbalclub Sint-Truidense VV, die bij de KBVB is aangesloten met stamnummer 373 en geel en blauw als clubkleuren heeft. De club stond tot 2008 bekend als Rapide Wezemaal.

## Geschiedenis
De vrouwenploeg werd in 1983 opgericht in Wezemaal binnen voetbalclub KFC Rapide Wezemaal. Rapide Wezemaal was al sinds de Tweede Wereldoorlog aangesloten bij de Belgisch Voetbalbond onder stamnummer 3908 en had rood en wit als kleuren. De damesploeg ging van start in de provinciale reeksen van het vrouwenvoetbal. In 1988 stootte de ploeg door naar de nationale reeksen, naar Tweede Klasse. Ook in Tweede Klasse bleef men het goed doen en in 1990/91 werd Rapide Wezemaal er kampioen. De ploeg beëindigde er de competitie ongeslagen en haalde in 22 wedstrijden een doelsaldo van 168 gemaakte doelpunten tegenover 20 geïncasseerde. Rapide Wezemaal stootte zo door naar Eerste Klasse.
Het eerste seizoen in Eerste Klasse verliep nog moeilijk, maar daarna werd Wezemaal een van de gevestigde waarden in de hoogste afdeling. Bij het tienjarig jubileum in 1993 werd de eerste grote prijs binnengehaald: de Beker van België. Vier jaar later werd de tweede beker binnengehaald, en in 1999 werd de club vicekampioen. Wezemaal was geëindigd met evenveel punten als kampioen Eendracht Aalst. In de Beker haalde Wezemaal dat jaar opnieuw de finale, maar ook hier greep het naast eindwinst.
Het eerste decennium van de 21ste eeuw was een goede periode voor Wezemaal. In 2001, 2003 en 2004 stond de ploeg opnieuw in de bekerfinale, die men telkens wist te winnen. In de competitie werden de vrouwen eerst in 2001, 2002 en 2003 drie maal op rij vicekampioen, alvorens op het hoogste schavotje te staan: in 2004 werd de club voor het eerst in haar bestaan kampioen van België. De competitie werd ongeslagen afgesloten met 25 overwinningen en één gelijkspel en een doelsaldo van 161-9. De bekerwinst uit dat jaar betekende dat Rapide meteen de dubbel binnenhaalde. De daaropvolgende drie seizoenen werd eveneens de landstitel gepakt. De bekerfinale daarentegen werd in 2005 niet bereikt; in 2006 werd die wel bereikt maar verloren, maar in 2007 had Wezemaal ook opnieuw bekerwinst vast. In die periode behaalde de club ook nog vier Supercups. De suprematie was overweldigend.
De club speelde toen ook vier seizoenen Europees voetbal. Aangezien er slechts één vertegenwoordiger per land werd toegelaten aan de UEFA Women's Cup, was dit des te opmerkelijker. Bij de eerste twee deelnames in 2004/05 en 2005/06 eindigde Wezemaal telkens als derde in de eerste groepsfase. In 2006/07 werd de eerste groepsfase gewonnen en strandde Wezemaal als derde in de tweede groepsfase. Hoogtepunt was het seizoen 2007/08. Na twee groepsfases te hebben overleefd, werd de kwartfinale bereikt. Hierin werd verloren van Umeå IK, de latere verliezende finalist.
In 2007 werden de damesploegen onafhankelijk van KFC Rapide Wezemaal. Een nieuwe club Football Club Ladies Rapide Wezemaal werd opgericht en sloot zich aan bij de Belgische Voetbalbond, waar men stamnummer 9505 kreeg toegekend. Na vier landstitels op rij eindigde Wezemaal het seizoen 2007/08 als derde.
In 2008 werd duidelijk dat de club nood had aan professionalisering. Die werd gevonden in Sint-Truiden in voetbalclub Sint-Truidense VV. Die club was opgericht in 1924, bij de Belgische Voetbalbond aangesloten met stamnummer 373 en kende een traditie van vele decennia in de hoogste nationale reeksen van het Belgische mannenvoetbal. De vrouwenploeg ging op in de Haspengouwse club, nam de naam Sint-Truidense VV over en ging in Limburg op de terreinen van STVV spelen. Het pas opgerichte zelfstandige FCL Rapide Wezemaal werd weer geschrapt. Aanvankelijk zou ook het B-elftal mee opgenomen worden in de nieuwe club, maar haar wedstrijden in Wezemaal Vlaams-Brabant blijven spelen. Omdat deze B-ploeg vreesde op termijn eveneens Wezemaal te moeten verlaten en naar Sint-Truiden te gaan, besloot deze opnieuw te gaan spelen in de schoot van de herenclub KFC Rapide Wezemaal, waar ze als A-elftal verderging.
Onder de naam Sint-Truidense VV werd men in 2009 nog eens derde, maar in 2010 werd al de vijfde titel in de geschiedenis van de club gevierd. Na een felbevochten seizoen eindigden de kanaries samen met Standard Fémina de Liège op de eerste plaats. Een beslissingswedstrijd moest uitmaken wie kampioen werd. Sint-Truiden won de wedstrijd met 3-1 en werd voor het eerst onder de nieuwe naam kampioen van België.
In 2012 nam Sint-Truidense VV deel aan de eerste editie van de Belgisch-Nederlandse Women's BeNe League. Eind augustus 2013, een week voor de aanvang van de tweede editie van de competitie, besloot de club zich terug te trekken uit de Women's BeNe League. De club bleef wel met haar damesploeg in de nationale Derde Klasse actief. Doel was om zo snel mogelijk terug te keren naar de hoogste afdeling, maar de betrachte vernieuwing kwam er niet. Door aanhoudende problemen van organisatorische en sportieve aard besliste het bestuur in mei 2015 helemaal te stoppen met de activiteiten van de STVV-vrouwenploeg. Daarmee kwam een einde aan een van de succesvolste vrouwenvoetbalploegen uit de Belgische geschiedenis.
In April 2019 werd de damesploeg terug opgestart en speelt in seizoen 2023-24 in de Interprovinciale B (vroegere 2e nationale) .

### Per seizoen
- Sint-Truidense VV (vrouwen) in het seizoen 2012/13
- Sint-Truidense VV (vrouwen) in het seizoen 2013/14
- Sint-Truidense VV (vrouwen) in het seizoen 2014/15

## Erelijst
- Belgisch landskampioenschap

winnaar (5x): 2003/04, 2004/05, 2005/06, 2006/07, 2009/10
tweede (4x): 1998/99, 2000/01, 2001/02, 2002/03
- Beker van België

winnaar (6x): 1993, 1997, 2001, 2003, 2004, 2007
finale (2x): 1999, 2006
- Supercup

winnaar (4x): 2004, 2005, 2006, 2007

## Resultaten
| Seizoen                 | Klasse | Klasse | Klasse | Klasse | Reeks                                               | Punten                                              | Opmerkingen                                                | Beker van België |
|                         | I      | II     |        |        |                                                     |                                                     |                                                            | Beker van België |
| ----------------------- | ------ | ------ | ------ | ------ | --------------------------------------------------- | --------------------------------------------------- | ---------------------------------------------------------- | ---------------- |
| Als KFC Rapide Wezemaal |        |        |        |        |                                                     |                                                     |                                                            |                  |
| 1988/89                 |        | 12     |        |        | Tweede Klasse                                       | 20                                                  |                                                            |                  |
| 1989/90                 |        | 6      |        |        | Tweede Klasse                                       | 27                                                  |                                                            |                  |
| 1990/91                 |        | 1      |        |        | Tweede Klasse                                       | 44                                                  |                                                            |                  |
| 1991/92                 | 10     |        |        |        | Eerste Klasse                                       | 19                                                  |                                                            |                  |
| 1992/93                 | 5      |        |        |        | Eerste Klasse                                       | 33                                                  | Winst finale Beker met 2-1 van Herk Sport.                 | W                |
| 1993/94                 | 5      |        |        |        | Eerste Klasse                                       | 30                                                  |                                                            |                  |
| 1994/95                 | 5      |        |        |        | Eerste Klasse                                       | 27                                                  |                                                            |                  |
| 1995/96                 | 6      |        |        |        | Eerste Klasse                                       | 42                                                  |                                                            |                  |
| 1996/97                 | 5      |        |        |        | Eerste Klasse                                       | 47                                                  | Winst finale Beker met 3-0 van Sinaai Girls.               | W                |
| 1997/98                 | 5      |        |        |        | Eerste Klasse                                       | 50                                                  |                                                            |                  |
| 1998/99                 | 2      |        |        |        | Eerste Klasse                                       | 66                                                  | Verlies finale Beker met 3-1 van RSC Anderlecht.           | F                |
| 1999/00                 | 3      |        |        |        | Eerste Klasse                                       | 67                                                  |                                                            |                  |
| 2000/01                 | 2      |        |        |        | Eerste Klasse                                       | 58                                                  | Winst finale Beker met 4-1 van Sinaai Girls.               | W                |
|                         | I      | II     | III    |        | Vanaf 2001/02 zijn er 3 nationale niveaus           | Vanaf 2001/02 zijn er 3 nationale niveaus           | Vanaf 2001/02 zijn er 3 nationale niveaus                  |                  |
| 2001/02                 | 2      |        |        |        | Eerste Klasse                                       | 66                                                  |                                                            |                  |
| 2002/03                 | 2      |        |        |        | Eerste Klasse                                       | 66                                                  | Winst finale Beker met 8-1 van Eendracht Aalst.            | W                |
| 2003/04                 | 1      |        |        |        | Eerste Klasse                                       | 76                                                  | Winst finale Beker met 1-1 (3- 1 n.p.) van RSC Anderlecht. | W                |
| 2004/05                 | 1      |        |        |        | Eerste Klasse                                       | 59                                                  |                                                            | 1/8              |
| 2005/06                 | 1      |        |        |        | Eerste Klasse                                       | 72                                                  | Verlies finale Beker met 6-3 van Standard Fémina de Liège. | F                |
| 2006/07                 | 1      |        |        |        | Eerste Klasse                                       | 71                                                  | Winst finale Beker met 3-0 van DVC Zuid-West-Vlaanderen.   | W                |
| Als FCL Rapide Wezemaal |        |        |        |        |                                                     |                                                     |                                                            |                  |
| 2007/08                 | 3      |        |        |        | Eerste Klasse                                       | 59                                                  |                                                            | 1/8              |
| Als K Sint-Truidense VV |        |        |        |        |                                                     |                                                     |                                                            |                  |
| 2008/09                 | 3      |        |        |        | Eerste Klasse                                       | 67                                                  |                                                            | 1/2              |
| 2009/10                 | 1      |        |        |        | Eerste Klasse                                       | 65                                                  |                                                            | 1/8              |
| 2010/11                 | 11     |        |        |        | Eerste Klasse                                       | 24                                                  |                                                            | 1/16             |
| 2011/12                 | 4      |        |        |        | Eerste Klasse                                       | 46                                                  |                                                            | 1/16             |
|                         | BN     | I      | II     | III    | Vanaf 2012/13 is de BeNe League de hoogste afdeling | Vanaf 2012/13 is de BeNe League de hoogste afdeling | Vanaf 2012/13 is de BeNe League de hoogste afdeling        |                  |
| 2012/13                 | 5      |        |        |        | BeNe League                                         | 20                                                  | Zesde plaats in BeNe League B, met 18 punten.              | 1/4              |
| 2013/14                 |        |        |        | 6      | Derde Klasse B                                      | 45                                                  |                                                            | 1/16             |
| 2014/15                 |        |        |        | 8      | Derde Klasse B                                      | 24                                                  | Einde van de club                                          | 1/32             |
|                         |        |        |        |        |                                                     |                                                     |                                                            |                  |
| 2020/21                 |        |        |        | -      | 1e Prov.Limburg                                     | -                                                   | Seizoen geschrapt wegens covid-19                          | -                |
| 2021/22                 |        |        |        | 3      | 1e Prov.Limburg                                     | 38                                                  |                                                            | -                |
| 2022/23                 |        |        | 11     |        | Tweede Klasse B                                     | 20                                                  |                                                            | 2e ronde         |
| 2023/24                 |        |        | 11     |        | Interprovinciale B                                  | 10                                                  | Degradatie                                                 | 2e ronde         |
| 2024/25                 |        |        |        | 2      | 1e Prov.Limburg                                     | 49                                                  |                                                            | 1e ronde         |
| 2025/26                 |        |        |        |        | 1e Prov.Limburg                                     |                                                     |                                                            |                  |

### STVV in Europa
- G1 = eerste groepsfase / G2 = tweede groepsfase / 1R = eerste ronde / 1/4 = kwartfinale

| Seizoen | Competitie       | Ronde | Land                          | Club                 | Score    |
| ------- | ---------------- | ----- | ----------------------------- | -------------------- | -------- |
| 2004/05 | Women's Cup      | G1    | Vlag van Servië en Montenegro | Masinac Classic Niš  | 1-4      |
|         |                  | G1    | Vlag van Schotland            | Hibernian Edinburgh  | 2-3      |
|         |                  | G1    | Vlag van Kroatië              | ŽNK Maksimir         | 2-0      |
| 2005/06 | Women's Cup      | G1    | Vlag van Nederland            | SV Saestum           | 1-2      |
|         |                  | G1    | Vlag van Spanje               | Athletic Bilbao      | 3-0      |
|         |                  | G1    | Vlag van Schotland            | Glasgow City Ladies  | 5-1      |
| 2006/07 | Women's Cup      | G1    | Vlag van Slovenië             | ŽNK Pomurje Bogojina | 5-0      |
|         |                  | G1    | Vlag van Estland              | Pärnu JK             | 7-0      |
|         |                  | G1    | Vlag van Servië               | Masinac Classic Niš  | 6-1      |
|         |                  | G2    | Vlag van Duitsland            | Turbine Potsdam      | 0-1      |
|         |                  | G2    | Vlag van Tsjechië             | AC Sparta Praag      | 4-2      |
|         |                  | G2    | Vlag van Nederland            | SV Saestum           | 0-2      |
| 2007/08 | Women's Cup      | G1    | Vlag van Wales                | Cardiff City Ladies  | 2-0      |
|         |                  | G1    | Vlag van Kroatië              | NK Osijek            | 2-0      |
|         |                  | G1    | Vlag van Portugal             | SU 1° Dezembro       | 1-0      |
|         |                  | G2    | Vlag van Engeland             | Everton FC           | 2-1      |
|         |                  | G2    | Vlag van IJsland              | Valur Reykjavík      | 4-0      |
|         |                  | G2    | Vlag van Duitsland            | FFC Frankfurt        | 1-1      |
|         |                  | 1/4   | Vlag van Zweden               | Umeå IK              | 0-4, 0-6 |
| 2010/11 | Champions League | 1R    | Vlag van Tsjechië             | AC Sparta Praag      | 0-3, 0-7 |